# Asteroxylon mackiei
Espèce
Asteroxylon mackiei est une espèce fossile de plantes vasculaires de la famille des Asteroxylaceae qui est connue anatomiquement grâce à des fossiles datant du Dévonien inférieur et découverts dans le chert de Rhynie en Écosse.

## Description
Une étude publiée en 2023 s'intéresse à la phyllotaxie de cette plante qui ne respecte pas la suite de Fibonacci, ce qui est inhabituel chez les plantes modernes. L'étude suggère que ce développement particulier pouvait être courant à l'époque où Asteroxylon mackiei était présente.

## Systématique
Le nom correct complet (avec auteur) de ce taxon est Asteroxylon mackiei Kidst. & W.H.Lang, 1920,.

### Étymologie
Son épithète spécifique, mackiei, lui a été donnée en l'honneur du géologue écossais William Mackie (en) (1856–1932) qui a découvert les fossiles.

### Publication originale
- (en) R. Kidston et W. H. Lang, « On Old Red Sandstone Plants showing Structure, from the Rhynie Chert Bed, Aderdeenshire. Part I. Rhu=ynia Gwynne-Vaughani, Kidston and Lang », Transactions of the Royal Society of Edinburgh, Royaume-Uni, vol. 51,‎ 1920, p. 761-784 (ISSN 0080-4568, e-ISSN 2053-5945, lire en ligne, consulté le 28 octobre 2024).